# Février 1833

## Événements

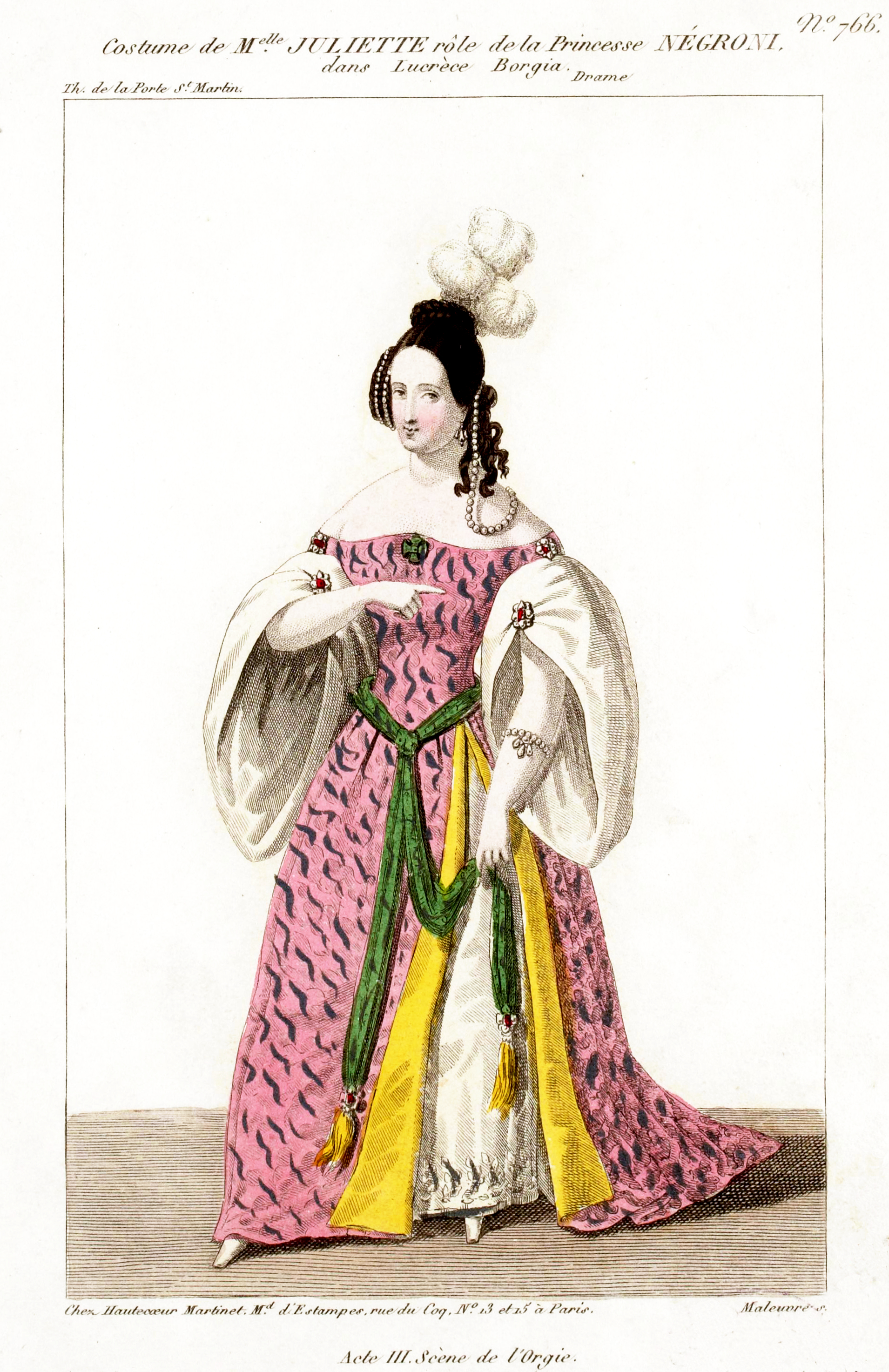
Louis Maleuvre, costume de Juliette (Drouet) en princesse Negroni dans Lucrèce Borgia, 1833

- France : à la suite du Mémoire de Chateaubriand adressé à la duchesse de Berry, engagement des poursuites contre l'écrivain.
- À la demande du sultan Mahmoud II, les troupes russes débarquent à Constantinople pour aider l'Empire ottoman à contrer les ambitions expansionnistes du pacha d'Égypte, Mehemet Ali.
- 2 février, France : première de Lucrèce Borgia de Victor Hugo au Théâtre de la Porte-Saint-Martin.
- 6 février : le prince Othon de Bavière devient le premier roi de Grèce.
- 16 février, France : Victor Hugo avoue son amour à Juliette Drouet.
- 23 février :
  - Le Grand Orient de Belgique voit le jour.
  - Le baron Taylor amène à Paris l'obélisque de Louxor.
- 24 février : Lucrèce Borgia de Hugo est publié chez Renduel.
- 27 février, France : procès et plaidoirie ; Chateaubriand est acquitté.

## Naissances
- 13 février : Auguste Scheurer-Kestner (mort en 1899), chimiste, industriel et homme politique alsacien.

## Décès
- 6 février :
  - Fausto de Elhúyar (né en 1755), chimiste espagnol.
  - Pierre André Latreille (né en 1762), entomologiste français.